# Tabassaranen
De Tabassaranen (Tabassaraans: табасаран Russisch:Табасара́ны) zijn een Noord-Kaukasisch volk dat met name woont in het zuidoosten van de Russische autonome republiek Dagestan. Van de in totaal 146.000 Tabassaranen in Rusland wonen er bijna 120.000 in Dagestan, waar het volk zo'n 5,0% van de totale populatie vormt. Het Tabassaraans, de eigen taal, is sterk verwant met het Lezgisch en behoort tot de Oost-Lezgische talen binnen de Nach-Dagestaanse taalfamilie. De Tabassaranen zijn overwegend soennitische moslims.
In Armeense historische geschriften uit de 5e eeuw wordt voor het eerst verwezen naar een volk dat Tavaspare wordt genoemd. Tot de 13e eeuw vormden de Tabassaranen een eigen, onafhankelijke staat maar later behoorden zij tot het Kanaat van Derbent. Vanaf het begin van de 19e eeuw kwamen zij, evenals de rest van de volkeren in de regio, onder Russisch gezag.
Abazijnen ·
Abchaziërs ·
Achvachen ·
Adygeeërs ·
Aino ·
Aleoeten ·
Aljoetoren ·
Altaj (Oirot) ·
Andi ·
Armeniërs ·
Avaren ·
Azerbeidzjanen·
Balkaren ·
Baraba ·
Basjkieren ·
Bergjoden ·
Boerjaten ·
Chakassen ·
Chanten ·
Chinezen ·
Dargienen ·
Dolganen ·
Enetsen ·
Evenen ·
Evenken ·
Georgiërs ·
Grieken ·
Ingoesjen ·
Ingriërs ·
Itelmenen ·
Jakoeten ·
Joden ·
Joekagieren ·
Joepiken ·
Kabardijnen ·
Kalmukken ·
Kamtsjadalen ·
Karatsjajers ·
Kareliërs ·
Kazachen ·
Kereken ·
Ketten ·
Komi ·
Koreanen ·
Korjaken ·
Korjo-saram ·
Krim-Tataren ·
Lezgiërs ·
Mansen ·
Mari (Tsjeremissen) ·
Meschetische Turken ·
Mordwienen ·
Nanai ·
Negidalen ·
Nenetsen (Joeraken) ·
Nganasanen ·
Nivchen (Giljaken) ·
Nogai ·
Oedegen ·
Oedmoerten ·
Oekraïners ·
Oeltsjen ·
Oezbeken ·
Oroken ·
Orotsjen ·
Osseten ·
Polen ·
Pomoren ·
Rusland-Duitsers (inclusief Wolga-Duitsers) ·
Russen ·
Samen (Lappen) ·
Selkoepen ·
Sjoren ·
Sojoten ·
Tabassaranen ·
Perzen (Tadzjieken) ·
Taten ·
Teleoeten ·
Tofalaren ·
Tsachoeriërs (Caxur) ·
Tsjerkessen ·
Tsjetsjenen (Noxchi) ·
Tsjoektsjen ·
Tsjoelymen ·
Tsjoevanen ·
Tsjoevasjen ·
Turkmenen ·
Toevanen ·
Wepsen ·
Belarussen (Wit-Russen) ·
Wolga-Tataren ·
Woten